# Aversa Centro
Aversa Centro è una stazione della linea Napoli-Giugliano-Aversa (detta anche linea Arcobaleno o linea 11) della metropolitana di Napoli.

## Storia
La stazione è stata inaugurata il 24 aprile 2009 come parte del prolungamento proveniente da Mugnano e d'allora ricopre il ruolo di capolinea settentrionale della linea.
In origine la linea avrebbe dovuto proseguire oltre questa stazione fino a raggiungere Santa Maria Capua Vetere, in modo da completare la ricostruzione dell'Alifana bassa. Tuttavia il progetto venne accantonato nel 2010 per mancanza di fondi e negli anni successivi si sono formulate delle ipotesi alternative al prolungamento della metropolitana, come ad esempio la realizzazione di una linea tranviaria.

## Strutture e impianti
Le pareti laterali del vestibolo sono rivestite da un mosaico in piastrelle di piccole dimensioni, disposto in onde verticali di colori caldi, ossia giallo, arancione e bianco; non a caso il giallo è il colore che contraddistingue la stazione.

## Servizi
La stazione dispone di:
- Emettitrice automatica biglietti
- Servizi igienici

## Interscambi
- Stazione ferroviaria (Aversa)
- Fermata autobus

## Galleria d'immagini

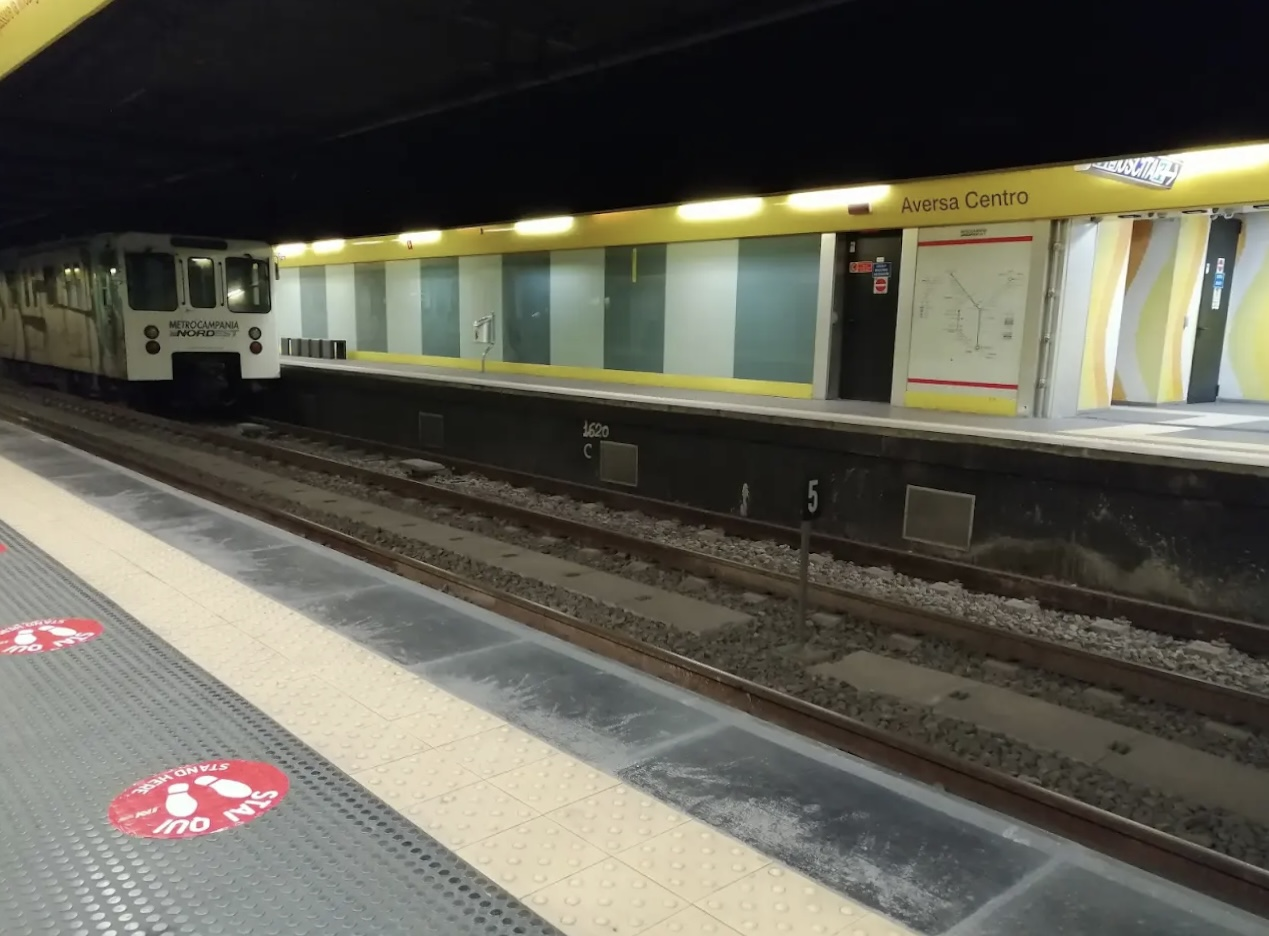
Il piano banchine
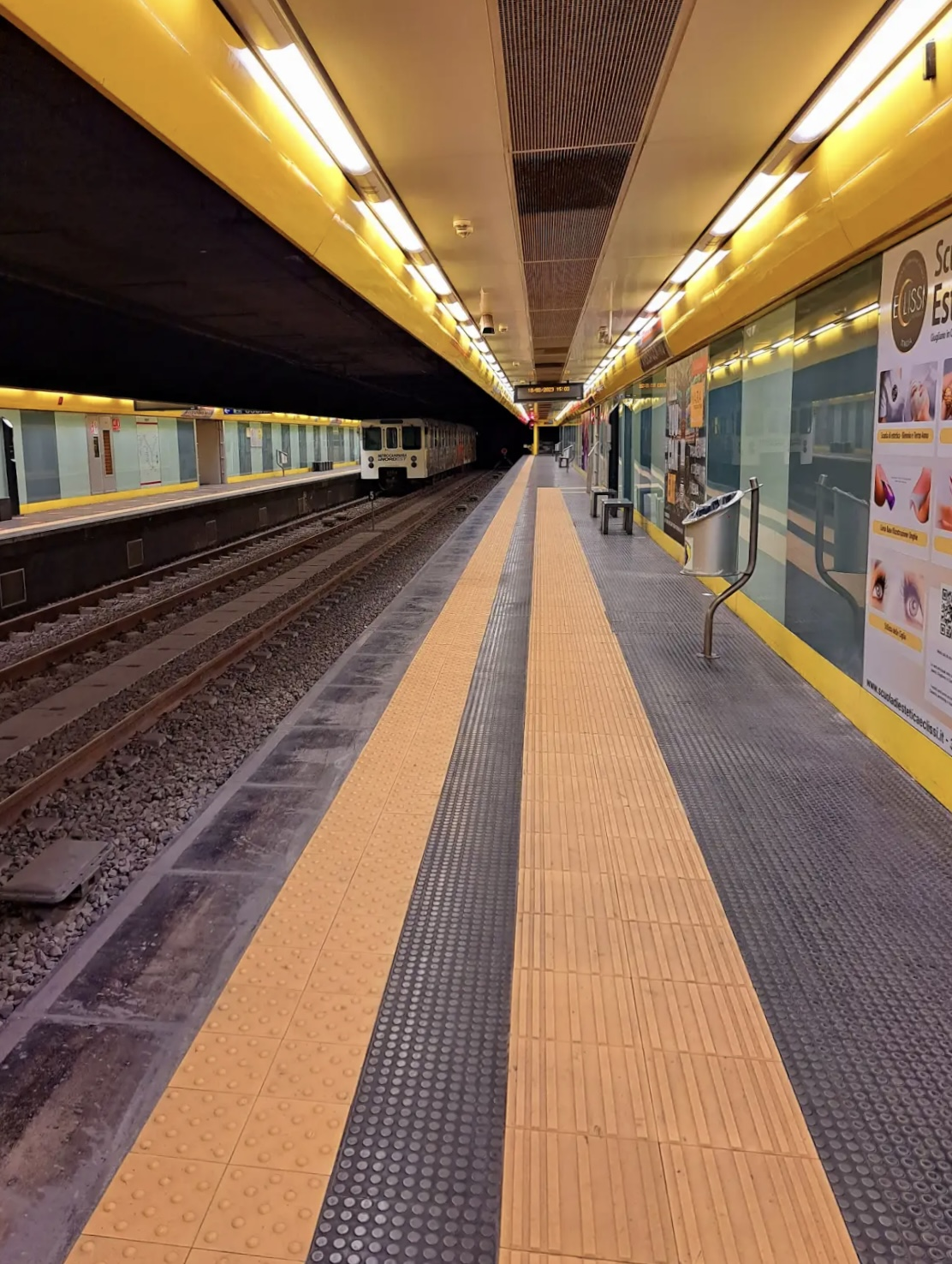
Il piano banchine e la galleria in direzione Piscinola
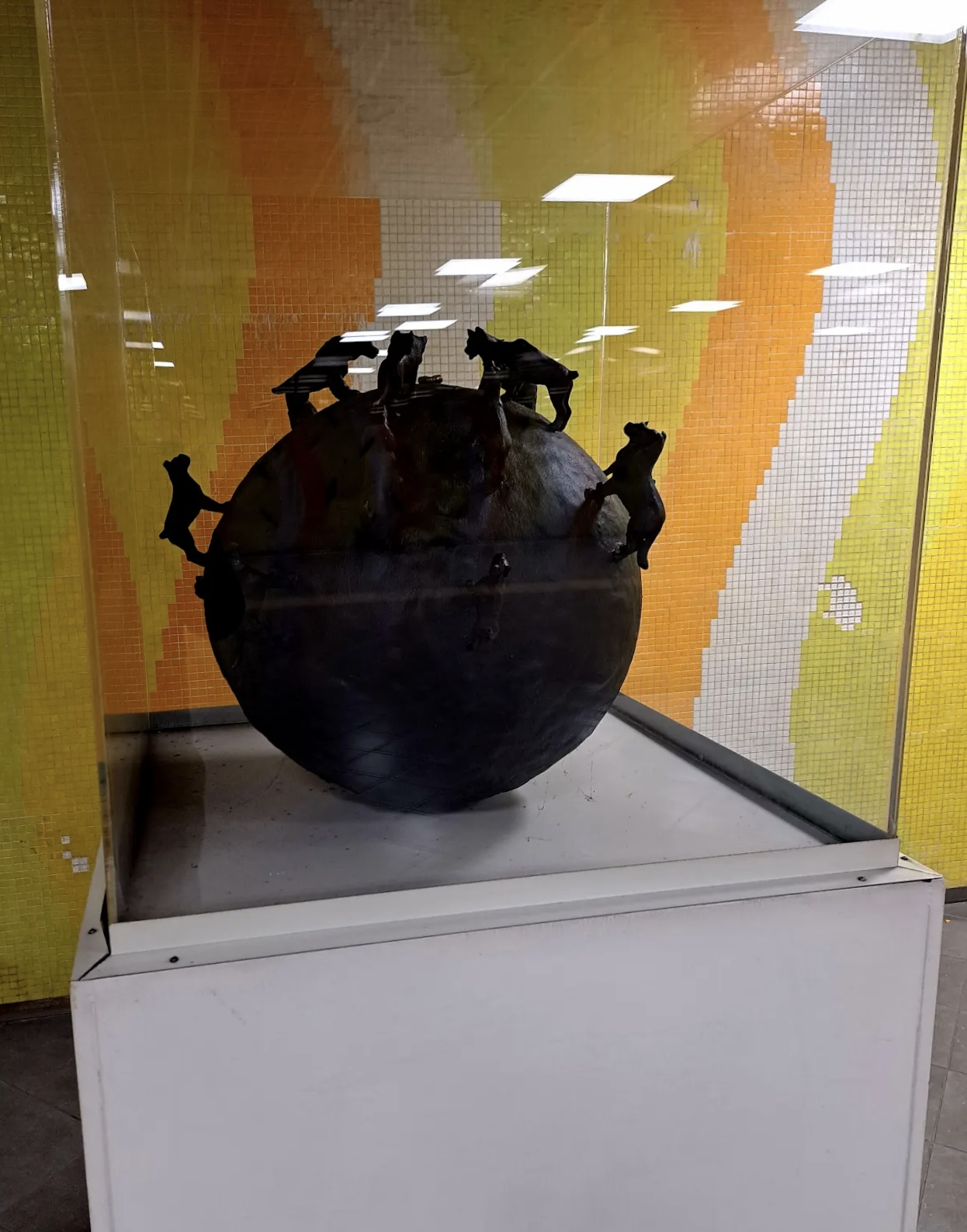
Installazione artistica
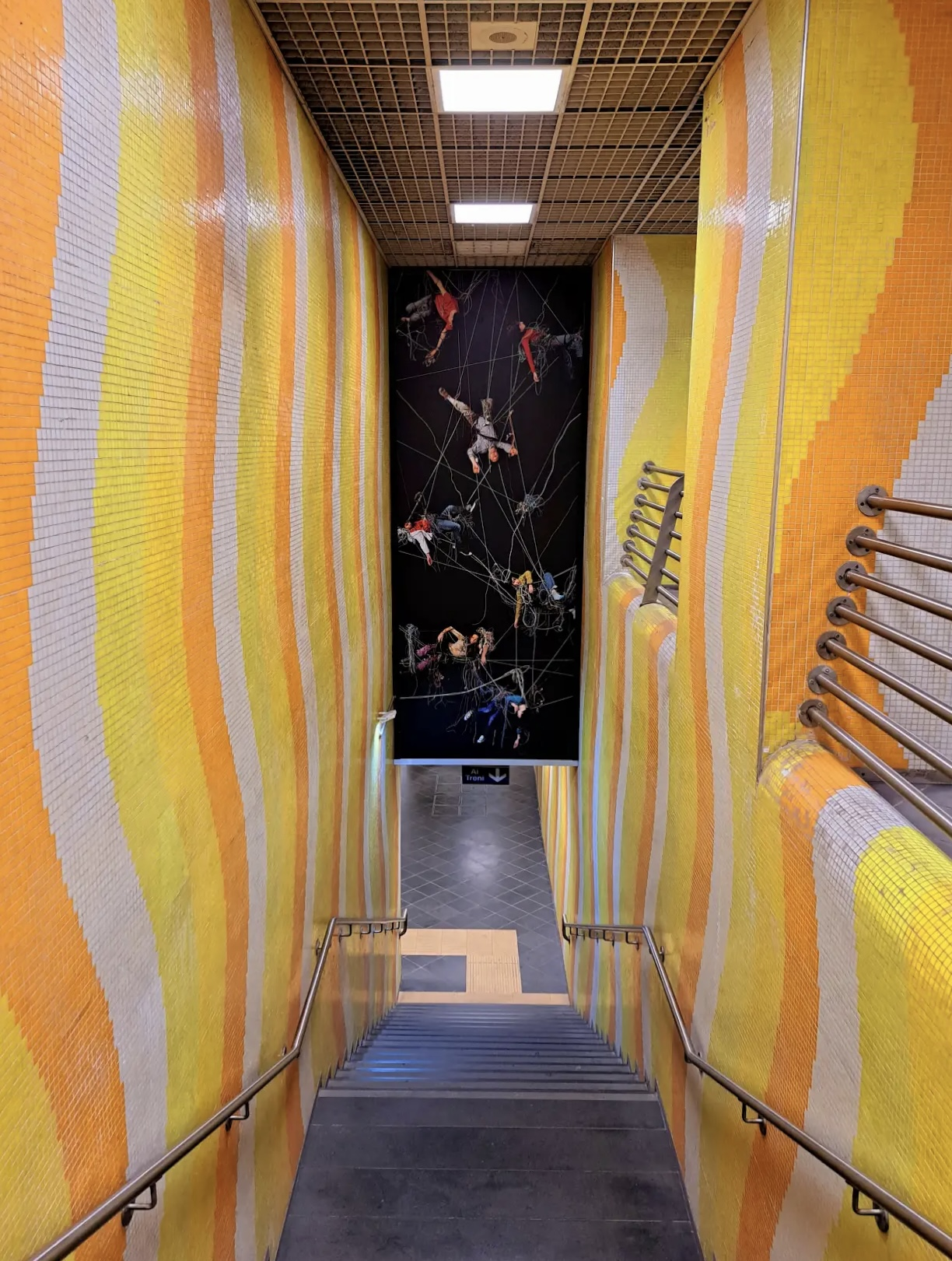
Scale tradizionali